# Rhinosardinia amazonica
Rhinosardinia amazonica (Steindachner, 1879) è un pesce osseo d'acqua dolce appartenente alla famiglia Clupeidae.

## Distribuzione e habitat
La specie è diffusa nelle regioni equatoriali del Sudamerica, nei bassi corsi dei fiumi Orinoco e Rio delle Amazzoni e nelle regioni della Guiana e del Pará. L'areale non è noto con esattezza ed è sicuramente diffusa anche in altre aree dell'Amazzonia. Apparentemente comune.
È una specie d'acqua dolce presente perlopiù nel corso inferiore dei grandi fiumi, spesso presente nei pressi di affioramenti sabbiosi. Può tollerare le acque salmastre.

## Descrizione
L'aspetto generale è simile a quello dei comuni clupeidi marini dai quali si distinguono soprattutto per una spina acuta rivolta indietro presente nella parte anteriore della mascella, all'altezza dell'occhio. Il corpo è alto e compresso lateralmente, dotato di una carena ventrale. La pinna caudale è ampia e profondamente forcuta, la pinna anale è piccola, con 15-18 raggi. La linea laterale è assente. Spesso è presente una banda argentea sui fianchi, la testa ha colorazione bianco giallastra.
Raggiunge gli 11 cm di lunghezza.

## Biologia

### Comportamento
Gregario, forma banchi.

### Alimentazione
Si nutre di zooplancton.

## Pesca
Sembra che abbia interesse scarso o nullo per la pesca commerciale dell'Amazzonia mentre riveste un ruolo nella pesca di sussistenza.

## Conservazione
Poco è noto sullo stato di conservazione di questa specie, le cui popolazioni sembrano comunque abbondanti, stabili e ben distribuite. Per questi motivi la Lista rossa IUCN la classifica come "a rischio minimo".